# Тилден (Техас)
Тилден (англ. Tilden) — невключённая община и статистически обособленная местность в США, расположенная в южной части штата Техас, административный центр округа Мак-Маллен. По данным переписи за 2010 год число жителей составляло 261 человек, по оценке Бюро переписи США в 2018 году в городе проживало 246 человек.

## История

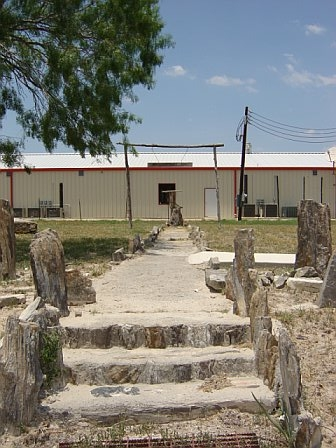
Кладбище Бут-Хилл после облагораживания в 2006 году

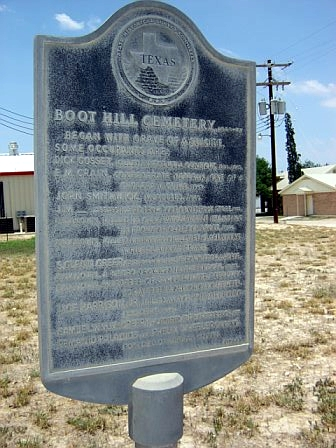
Историческая табличка при кладбище

Город является одним из первых поселений на территории нынешнего округа Мак-Маллен. Основанное в 1858 году поселение на слиянии ручья Леонсита-Крик и реки Фрио получило название Рио-Фрио. Вскоре от  поселения был проведён участок дороги до пересечения с старой дорогой Сан-Антонио — Ларедо. В 1862 году в городе появился первый магазин, вскоре открылись салун и школа. В начале 1860-х город переименовали в Дог-Таун (англ. Dog Town, собачий город). По одной из версий название пошло от стрельбы, устроенной пьяными ковбоями, убившими около 15 собак на улицах города.
В 1871 году в Дог-Тауне было открыто почтовое отделение, к 1876 году в городе работало 5 магазинов, два салуна, аптека и гостиница. При образовании округа Мак-Маллен в 1877 году Дог-Таун был выбран административным центром и вскоре сменил название на Тилден. По одной из версий, город был назван в честь политика Сэмюэла Тилдена, проигравшего президентские выборы 1876 года из-за коллегии выборщиков. Паром через Фрио сделал город привлекательным для проезжавших мимо экипажей. В 1878 году была открыта первая церковь, использовавшаяся совместно методистами и баптистами. Вскоре также была открыта католическая церковь. В 1881 году был основал колледж округа Мак-Маллен. А 1884 году в городе выпускалась еженедельная газета Tilden Ledger, работали кузница. мастерская плотника, два фармацевта. В 1939 году в регионе началась добыча нефти, число предприятий в городе достигло пятнадцати.
В Тилдене находится одно из двух сохранившихся на юго-западе кладбищ бут-хилл (англ. Boot Hill Cemetry), на которых были похоронены преимущественно люди, умершие насильственной смертью (дословно, с сапогами на ногах в момент смерти): погибшие в результате несчастных случаев, убитые, а также погибшие от эридемии холеры в 1869 году. С 1877 года кладбище было заброшено до 1955 года, когда члены местного клуба начали восстановление и облагораживание клдбища

## География
Тилден находится в центральной части округа, его координаты: 28°27′35″ с. ш. 98°32′55″ з. д..
Согласно данным бюро переписи США, площадь города составляет около 0,9 км2, полностью занятых сушей.

### Климат
Согласно классификации климатов Кёппена, в Тилдене преобладает влажный субтропический климат (Cfa).
| Показатель                    | Янв.  | Фев. | Март | Апр. | Май  | Июнь | Июль | Авг. | Сен. | Окт. | Нояб. | Дек. |
| ----------------------------- | ----- | ---- | ---- | ---- | ---- | ---- | ---- | ---- | ---- | ---- | ----- | ---- |
| Абсолютный максимум, °C       | 35    | 37,8 | 40   | 42,2 | 42,8 | 45   | 48,3 | 45   | 43,3 | 39,4 | 37,2  | 33,3 |
| Средний суточный максимум, °C | 19    | 22   | 26   | 29   | 33   | 36   | 37   | 37   | 34   | 30   | 24    | 20   |
| Средний суточный минимум, °C  | 4     | 7    | 11   | 14   | 19   | 22   | 22   | 22   | 20   | 15   | 10    | 6    |
| Абсолютный минимум, °C        | −12,8 | −8,9 | −6,7 | 0,6  | 3,3  | 12,2 | 13,3 | 15   | 5    | −3,3 | −5,6  | −15  |
| Норма осадков, мм             | 29,2  | 32,3 | 33,8 | 49,5 | 78,7 | 85,6 | 38,6 | 65   | 73,9 | 54,4 | 35,1  | 30,2 |
| Источник: intellicast.com     |       |      |      |      |      |      |      |      |      |      |       |      |

## Население
Согласно переписи населения 2010 года в городе проживал 261 человек, было 110 домохозяйств и 68 семей. Расовый состав города: 88,9 % — белые, 3,1 % — афроамериканцы, 0,0 % — коренные жители США, 0,0 % — азиаты, 0,0 % (0 человек) — жители Гавайев или Океании, 6,9 % — другие расы, 1,1 % — две и более расы. Число испаноязычных жителей любых рас составило 47,9 %.
Из 110 домохозяйств, в 20 % живут дети младше 18 лет. 40,9 % домохозяйств представляли собой совместно проживающие супружеские пары (10,9 % с детьми младше 18 лет), в 13,6 % домохозяйств женщины проживали без мужей, в 7,3 % домохозяйств мужчины проживали без жён, 38,2 % домохозяйств не являлись семьями. В 31,8 % домохозяйств проживал только один человек, 19,1 % составляли одинокие пожилые люди (старше 65 лет). Средний размер домохозяйства составлял 2,37. Средний размер семьи — 2,97 человека.
Население города по возрастному диапазону распределилось следующим образом: 19,9 % — жители младше 20 лет, 22,2 % находятся в возрасте от 20 до 39, 35,7 % — от 40 до 64, 22,2 % — 65 лет и старше. Средний возраст составляет 45,1 года.
Согласно данным опросов пяти лет с 2012 по 2016 годы, средний доход домохозяйства в Тилдене составляет 73 462 доллара США в год, средний доход семьи — 97 837 долларов. Доход на душу населения в городе составляет 26 445 долларов. Около 16,4 % семей и 20,7 % населения находятся за чертой бедности. В том числе 35,2 % в возрасте до 18 лет.

## Инфраструктура и транспорт
Основными автомагистралями, проходящими через Тилден, являются:
- автомагистраль 16 штата Техас, которая идёт с севера от Сан-Антонио и Джердантона на юг к городу Хебронвилл.
- автомагистраль 72 штата Техас, которая идёт с северо-востока от Куэро на запад до пересечения с магистралью 97 Техаса в районе Фаулертона.

Ближайшим аэропортом, выполняющим коммерческие рейсы, является международный аэропорт Сан-Антонио. Аэропорт находится примерно в 125 километрах к северу от Тилдена.

## Образование
Город обслуживается независимым школьным округом Мак-Маллена.